# Mosab Amrani
Mosab Amrani né le 25 octobre 1987 à Amsterdam est un kick-boxeur néerlando-marocain.

## Biographie
Né à Amsterdam, Mosab commence très jeune le kickboxing dans la catégorie des 60 kg et se voit très vite prendre part à des compétitions de catégorie weight classes. Son premier combat en muay thai se soldera sur une victoire par KO face au légendaire Anuwat Kaewsamrit et se verra remporter son premier prix du W.M.C. champion du monde.

## Palmarès
- 2008 WBC World Champion (Lightweight)
- 2009 W.M.C intercontinental champion (Featherweight)
- 2009 W.M.C. world champion (Featherweight)
- Gagnant du Glory Featherweight Contender Tournament 2015